# Dibu 3, la gran aventura
Dibu 3, la gran aventura es una película argentina, estrenada el 18 de julio de 2002. Es el tercer largometraje derivado de la serie de televisión Mi familia es un dibujo.

## Trama
Dibu viaja a Marte y debe sentarse a negociar la salvación de la Tierra con las criaturas que viven ocultas en el planeta rojo.

## Reparto
- Cecilia Gispert: Dibu (voz).
- Laura Sordi: Buji (voz).
- Tito Lorefice: Drom (voz).
- Lucila Gómez: Grumi (voz).
- Alejandro Awada: profesor Doxon.
- Germán Kraus: Pepe Medina.
- Stella Maris Closas: Marcela Medina.
- Alberto Anchart (†): Atilio.
- Paula Siero: ingeniera Ramos.
- Rodrigo Noya: Martín.
- Adrián Yospe (†): Rimoldi.
- Daniel Valenzuela: agente de la SIDE.
- Marcelo Alfaro: general.
- Alejandro Muller: técnico.
- Edgardo Moreira: presidente.
- Gabriel Molinelli: astronauta jefe.
- Adrián Loffi: astronauta 2.
- Guillermo Brunatti: El dibu.
- Camila Mac Lennan: mujer asistente.
- Pablo Marteletti: radioactivo 1.
- Alfredo Aguirre: radioactivo 2.
- Hernán Jiménez: Batman.
- Martín Dahab: malabarista.
- Hernán Gómez: lanzallamas.
- Camila Dángelo: niña intelectual.
- Carlos Kaspar: sabio 1 / presidente.
- Tony Middleton: presidente de Estados Unidos.